# París-Niza 2020
La 78.ª edición de la París-Niza fue una carrera de ciclismo en ruta por etapas que se celebró entre el 8 y el 14 de marzo de 2020 en Francia con inicio en la ciudad de Plaisir y final en la ciudad de Niza sobre un recorrido de 1102,1 kilómetros.
El 13 de marzo, antes de la disputa de la 6.ª etapa, la organización anunció que la prueba finalizaría un día antes de lo previsto como consecuencia de la pandemia de coronavirus.
La carrera formó parte del UCI WorldTour 2020, calendario ciclístico de máximo nivel mundial, siendo la quinta carrera de dicho circuito y fue ganada por el alemán Maximilian Schachmann del Bora-Hansgrohe. Completaron el podio, como segundo y tercer clasificado respectivamente, el belga Tiesj Benoot del Sunweb y el colombiano Sergio Higuita del EF.

## Equipos participantes
Debido a la epidemia mundial de coronavirus, donde varios corredores y colaboradores de equipos fueron afectados por el virus en el transcurso del UAE Tour, los equipos UCI WorldTeam Movistar, INEOS, Mitchelton-Scott, Jumbo-Visma, UAE Emirates, CCC y Astana declinaron participar en la carrera, por lo que la organización decidió invitar a algunos equipos a última hora y aumentar el número de corredores por equipo de 7 a 8 ciclistas.
Como consecuencia de ello, tomaron parte en la carrera 17 equipos: 12 de categoría UCI WorldTeam y 5 de categoría UCI ProTeam. Formaron así un pelotón de 136 ciclistas de los que acabaron 61. Los equipos participantes fueron:
| WorldTeams (12)- AG2R La Mondiale - Bahrain McLaren - Bora-Hansgrohe - Cofidis - Deceuninck-Quick Step - EF Pro Cycling - Groupama-FDJ - Israel Start-Up Nation - Lotto Soudal - NTT Pro Cycling - Team Sunweb - Trek-Segafredo ProTeams (5)- Total Direct Énergie - Arkéa-Samsic - Nippo Delko One Provence - B&B Hotels-Vital Concept p/b KTM - Circus-Wanty Gobert |
| |

## Recorrido
La París-Niza disponía de ocho etapas dividas en tres etapas llanas, dos de media montaña, dos etapas de montaña y una contrarreloj individual para un recorrido total de 1215,6 kilómetros.
| Etapa     | Fecha     | Recorrido                                   | type                    | Distancia (km) | Ganador               | Líder                 |
| --------- | --------- | ------------------------------------------- | ----------------------- | -------------- | --------------------- | --------------------- |
| 1.ª etapa | 8 de mar  | Plaisir – Plaisir                           | etapa escarpada         | 154            | Maximilian Schachmann | Maximilian Schachmann |
| 2.ª etapa | 9 de mar  | Chevreuse – Châlette-sur-Loing              | etapa llana             | 166,5          | Giacomo Nizzolo       | Maximilian Schachmann |
| 3.ª etapa | 10 de mar | Châlette-sur-Loing – La Châtre              | etapa llana             | 212,5          | Iván García Cortina   | Maximilian Schachmann |
| 4.ª etapa | 11 de mar | Saint-Amand-Montrond – Saint-Amand-Montrond | contrarreloj individual | 15,1           | Søren Kragh Andersen  | Maximilian Schachmann |
| 5.ª etapa | 12 de mar | Gannat – La Côte-Saint-André                | etapa llana             | 227            | Niccolò Bonifazio     | Maximilian Schachmann |
| 6.ª etapa | 13 de mar | Sorgues – Apt                               | etapa de media montaña  | 160,5          | Tiesj Benoot          | Maximilian Schachmann |
| 7.ª etapa | 14 de mar | Niza – Valdeblore                           | etapa de montaña        | 166,5          | Nairo Quintana        | Maximilian Schachmann |
| 8.ª etapa | 15 de mar | Niza – Niza                                 | etapa de montaña        | 113,5          | etapa cancelada       | etapa cancelada       |

## Desarrollo de la carrera

### 1.ª etapa
| Plaisir - Plaisir | etapa escarpada | (154 km) |

| \| Clasificación de la etapa \| Clasificación de la etapa \| Clasificación de la etapa \| Clasificación de la etapa \| Clasificación de la etapa \| \| Ciclista \| Ciclista \| Equipo \| Tiempo \| \| \| ------------------------- \| ------------------------- \| ------------------------- \| ------------------------- \| ------------------------- \| \| 1.º \| Maximilian Schachmann \| Bora-Hansgrohe \| 3 h 32 min 19 s \| \| \| 2.º \| Dylan Teuns \| Bahrain McLaren \| + 0 s \| \| \| 3.º \| Tiesj Benoot \| Team Sunweb \| + 0 s \| \| \| 4.º \| Julian Alaphilippe \| Deceuninck-Quick Step \| + 3 s \| \| \| 5.º \| Cees Bol \| Team Sunweb \| + 15 s \| \| \| 6.º \| Nils Politt \| Israel Start-Up Nation \| + 15 s \| \| \| 7.º \| Giacomo Nizzolo \| NTT Pro Cycling \| + 15 s \| \| \| 8.º \| Sergio Higuita \| EF Pro Cycling \| + 15 s \| \| \| 9.º \| Felix Großschartner \| Bora-Hansgrohe \| + 15 s \| \| \| 10.º \| Yves Lampaert \| Deceuninck-Quick Step \| + 15 s \| \| |                       |                        |                 |
| |                       |                        |                 |
| Fuente: ProCyclingStats |                       |                        |                 |
| Clasificación de la etapa |                       |                        |                 |
| Ciclista | Ciclista              | Equipo                 | Tiempo          |
| 1.º | Maximilian Schachmann | Bora-Hansgrohe         | 3 h 32 min 19 s |
| 2.º | Dylan Teuns           | Bahrain McLaren        | + 0 s           |
| 3.º | Tiesj Benoot          | Team Sunweb            | + 0 s           |
| 4.º | Julian Alaphilippe    | Deceuninck-Quick Step  | + 3 s           |
| 5.º | Cees Bol              | Team Sunweb            | + 15 s          |
| 6.º | Nils Politt           | Israel Start-Up Nation | + 15 s          |
| 7.º | Giacomo Nizzolo       | NTT Pro Cycling        | + 15 s          |
| 8.º | Sergio Higuita        | EF Pro Cycling         | + 15 s          |
| 9.º | Felix Großschartner   | Bora-Hansgrohe         | + 15 s          |
| 10.º | Yves Lampaert         | Deceuninck-Quick Step  | + 15 s          |

| \| Clasificación general \| Clasificación general \| Clasificación general \| Clasificación general \| Clasificación general \| \| Ciclista \| Ciclista \| Equipo \| Tiempo \| \| \| --------------------- \| --------------------- \| ---------------------- \| --------------------- \| --------------------- \| \| 1.º \| Maximilian Schachmann \| Bora-Hansgrohe \| 3 h 32 min 09 s \| \| \| 2.º \| Tiesj Benoot \| Team Sunweb \| + 2 s \| \| \| 3.º \| Dylan Teuns \| Bahrain McLaren \| + 4 s \| \| \| 4.º \| Julian Alaphilippe \| Deceuninck-Quick Step \| + 7 s \| \| \| 5.º \| Pello Bilbao \| Bahrain McLaren \| + 24 s \| \| \| 6.º \| Rudy Molard \| Groupama-FDJ \| + 24 s \| \| \| 7.º \| Cees Bol \| Team Sunweb \| + 25 s \| \| \| 8.º \| Nils Politt \| Israel Start-Up Nation \| + 25 s \| \| \| 9.º \| Giacomo Nizzolo \| NTT Pro Cycling \| + 25 s \| \| \| 10.º \| Sergio Higuita \| EF Pro Cycling \| + 25 s \| \| |                       |                        |                 |
| |                       |                        |                 |
| Fuente: ProCyclingStats |                       |                        |                 |
| Clasificación general |                       |                        |                 |
| Ciclista | Ciclista              | Equipo                 | Tiempo          |
| 1.º | Maximilian Schachmann | Bora-Hansgrohe         | 3 h 32 min 09 s |
| 2.º | Tiesj Benoot          | Team Sunweb            | + 2 s           |
| 3.º | Dylan Teuns           | Bahrain McLaren        | + 4 s           |
| 4.º | Julian Alaphilippe    | Deceuninck-Quick Step  | + 7 s           |
| 5.º | Pello Bilbao          | Bahrain McLaren        | + 24 s          |
| 6.º | Rudy Molard           | Groupama-FDJ           | + 24 s          |
| 7.º | Cees Bol              | Team Sunweb            | + 25 s          |
| 8.º | Nils Politt           | Israel Start-Up Nation | + 25 s          |
| 9.º | Giacomo Nizzolo       | NTT Pro Cycling        | + 25 s          |
| 10.º | Sergio Higuita        | EF Pro Cycling         | + 25 s          |

### 2.ª etapa
| Chevreuse - Châlette-sur-Loing | etapa llana | (166,5 km) |

| \| Clasificación de la etapa \| Clasificación de la etapa \| Clasificación de la etapa \| Clasificación de la etapa \| Clasificación de la etapa \| \| Ciclista \| Ciclista \| Equipo \| Tiempo \| \| \| ------------------------- \| ------------------------- \| ------------------------- \| ------------------------- \| ------------------------- \| \| 1.º \| Giacomo Nizzolo \| NTT Pro Cycling \| 3 h 49 min 57 s \| \| \| 2.º \| Pascal Ackermann \| Bora-Hansgrohe \| + 0 s \| \| \| 3.º \| Jasper Stuyven \| Trek-Segafredo \| + 0 s \| \| \| 4.º \| Nils Politt \| Israel Start-Up Nation \| + 0 s \| \| \| 5.º \| Sergio Higuita \| EF Pro Cycling \| + 0 s \| \| \| 6.º \| Mads Würtz \| Israel Start-Up Nation \| + 0 s \| \| \| 7.º \| Vincenzo Nibali \| Trek-Segafredo \| + 3 s \| \| \| 8.º \| Maximilian Schachmann \| Bora-Hansgrohe \| + 3 s \| \| \| 9.º \| Felix Großschartner \| Bora-Hansgrohe \| + 3 s \| \| \| 10.º \| Krists Neilands \| Israel Start-Up Nation \| + 3 s \| \| |                       |                        |                 |
| |                       |                        |                 |
| Fuente: ProCyclingStats |                       |                        |                 |
| Clasificación de la etapa |                       |                        |                 |
| Ciclista | Ciclista              | Equipo                 | Tiempo          |
| 1.º | Giacomo Nizzolo       | NTT Pro Cycling        | 3 h 49 min 57 s |
| 2.º | Pascal Ackermann      | Bora-Hansgrohe         | + 0 s           |
| 3.º | Jasper Stuyven        | Trek-Segafredo         | + 0 s           |
| 4.º | Nils Politt           | Israel Start-Up Nation | + 0 s           |
| 5.º | Sergio Higuita        | EF Pro Cycling         | + 0 s           |
| 6.º | Mads Würtz            | Israel Start-Up Nation | + 0 s           |
| 7.º | Vincenzo Nibali       | Trek-Segafredo         | + 3 s           |
| 8.º | Maximilian Schachmann | Bora-Hansgrohe         | + 3 s           |
| 9.º | Felix Großschartner   | Bora-Hansgrohe         | + 3 s           |
| 10.º | Krists Neilands       | Israel Start-Up Nation | + 3 s           |

| \| Clasificación general \| Clasificación general \| Clasificación general \| Clasificación general \| Clasificación general \| \| Ciclista \| Ciclista \| Equipo \| Tiempo \| \| \| --------------------- \| --------------------- \| ---------------------- \| --------------------- \| --------------------- \| \| 1.º \| Maximilian Schachmann \| Bora-Hansgrohe \| 7 h 22 min 06 s \| \| \| 2.º \| Giacomo Nizzolo \| NTT Pro Cycling \| + 15 s \| \| \| 3.º \| Jasper Stuyven \| Trek-Segafredo \| + 21 s \| \| \| 4.º \| Sergio Higuita \| EF Pro Cycling \| + 23 s \| \| \| 5.º \| Nils Politt \| Israel Start-Up Nation \| + 25 s \| \| \| 6.º \| Mads Würtz \| Israel Start-Up Nation \| + 25 s \| \| \| 7.º \| Felix Großschartner \| Bora-Hansgrohe \| + 28 s \| \| \| 8.º \| Krists Neilands \| Israel Start-Up Nation \| + 28 s \| \| \| 9.º \| Vincenzo Nibali \| Trek-Segafredo \| + 28 s \| \| \| 10.º \| Tiesj Benoot \| Team Sunweb \| + 38 s \| \| |                       |                        |                 |
| |                       |                        |                 |
| Fuente: ProCyclingStats |                       |                        |                 |
| Clasificación general |                       |                        |                 |
| Ciclista | Ciclista              | Equipo                 | Tiempo          |
| 1.º | Maximilian Schachmann | Bora-Hansgrohe         | 7 h 22 min 06 s |
| 2.º | Giacomo Nizzolo       | NTT Pro Cycling        | + 15 s          |
| 3.º | Jasper Stuyven        | Trek-Segafredo         | + 21 s          |
| 4.º | Sergio Higuita        | EF Pro Cycling         | + 23 s          |
| 5.º | Nils Politt           | Israel Start-Up Nation | + 25 s          |
| 6.º | Mads Würtz            | Israel Start-Up Nation | + 25 s          |
| 7.º | Felix Großschartner   | Bora-Hansgrohe         | + 28 s          |
| 8.º | Krists Neilands       | Israel Start-Up Nation | + 28 s          |
| 9.º | Vincenzo Nibali       | Trek-Segafredo         | + 28 s          |
| 10.º | Tiesj Benoot          | Team Sunweb            | + 38 s          |

### 3.ª etapa
| Châlette-sur-Loing - La Châtre | etapa llana | (212,5 km) |

| \| Clasificación de la etapa \| Clasificación de la etapa \| Clasificación de la etapa \| Clasificación de la etapa \| Clasificación de la etapa \| \| Ciclista \| Ciclista \| Equipo \| Tiempo \| \| \| ------------------------- \| ------------------------- \| ------------------------- \| ------------------------- \| ------------------------- \| \| 1.º \| Iván García Cortina \| Bahrain McLaren \| 5 h 49 min 55 s \| \| \| 2.º \| Peter Sagan \| Bora-Hansgrohe \| + 0 s \| \| \| 3.º \| Andrea Pasqualon \| Circus-Wanty Gobert \| + 0 s \| \| \| 4.º \| Cees Bol \| Team Sunweb \| + 0 s \| \| \| 5.º \| Nacer Bouhanni \| Arkéa-Samsic \| + 0 s \| \| \| 6.º \| Rudy Barbier \| Israel Start-Up Nation \| + 0 s \| \| \| 7.º \| Anthony Turgis \| Total Direct Énergie \| + 0 s \| \| \| 8.º \| Giacomo Nizzolo \| NTT Pro Cycling \| + 0 s \| \| \| 9.º \| Mads Würtz \| Israel Start-Up Nation \| + 0 s \| \| \| 10.º \| Oliver Naesen \| AG2R La Mondiale \| + 0 s \| \| |                     |                        |                 |
| |                     |                        |                 |
| Fuente: ProCyclingStats |                     |                        |                 |
| Clasificación de la etapa |                     |                        |                 |
| Ciclista | Ciclista            | Equipo                 | Tiempo          |
| 1.º | Iván García Cortina | Bahrain McLaren        | 5 h 49 min 55 s |
| 2.º | Peter Sagan         | Bora-Hansgrohe         | + 0 s           |
| 3.º | Andrea Pasqualon    | Circus-Wanty Gobert    | + 0 s           |
| 4.º | Cees Bol            | Team Sunweb            | + 0 s           |
| 5.º | Nacer Bouhanni      | Arkéa-Samsic           | + 0 s           |
| 6.º | Rudy Barbier        | Israel Start-Up Nation | + 0 s           |
| 7.º | Anthony Turgis      | Total Direct Énergie   | + 0 s           |
| 8.º | Giacomo Nizzolo     | NTT Pro Cycling        | + 0 s           |
| 9.º | Mads Würtz          | Israel Start-Up Nation | + 0 s           |
| 10.º | Oliver Naesen       | AG2R La Mondiale       | + 0 s           |

| \| Clasificación general \| Clasificación general \| Clasificación general \| Clasificación general \| Clasificación general \| \| Ciclista \| Ciclista \| Equipo \| Tiempo \| \| \| --------------------- \| --------------------- \| ---------------------- \| --------------------- \| --------------------- \| \| 1.º \| Maximilian Schachmann \| Bora-Hansgrohe \| 13 h 12 min 01 s \| \| \| 2.º \| Giacomo Nizzolo \| NTT Pro Cycling \| + 13 s \| \| \| 3.º \| Jasper Stuyven \| Trek-Segafredo \| + 24 s \| \| \| 4.º \| Mads Würtz \| Israel Start-Up Nation \| + 25 s \| \| \| 5.º \| Sergio Higuita \| EF Pro Cycling \| + 26 s \| \| \| 6.º \| Nils Politt \| Israel Start-Up Nation \| + 28 s \| \| \| 7.º \| Krists Neilands \| Israel Start-Up Nation \| + 28 s \| \| \| 8.º \| Felix Großschartner \| Bora-Hansgrohe \| + 31 s \| \| \| 9.º \| Vincenzo Nibali \| Trek-Segafredo \| + 31 s \| \| \| 10.º \| Peter Sagan \| Bora-Hansgrohe \| + 36 s \| \| |                       |                        |                  |
| |                       |                        |                  |
| Fuente: ProCyclingStats |                       |                        |                  |
| Clasificación general |                       |                        |                  |
| Ciclista | Ciclista              | Equipo                 | Tiempo           |
| 1.º | Maximilian Schachmann | Bora-Hansgrohe         | 13 h 12 min 01 s |
| 2.º | Giacomo Nizzolo       | NTT Pro Cycling        | + 13 s           |
| 3.º | Jasper Stuyven        | Trek-Segafredo         | + 24 s           |
| 4.º | Mads Würtz            | Israel Start-Up Nation | + 25 s           |
| 5.º | Sergio Higuita        | EF Pro Cycling         | + 26 s           |
| 6.º | Nils Politt           | Israel Start-Up Nation | + 28 s           |
| 7.º | Krists Neilands       | Israel Start-Up Nation | + 28 s           |
| 8.º | Felix Großschartner   | Bora-Hansgrohe         | + 31 s           |
| 9.º | Vincenzo Nibali       | Trek-Segafredo         | + 31 s           |
| 10.º | Peter Sagan           | Bora-Hansgrohe         | + 36 s           |

### 4.ª etapa
| Saint-Amand-Montrond - Saint-Amand-Montrond | contrarreloj individual | (15,1 km) |

| \| Clasificación de la etapa \| Clasificación de la etapa \| Clasificación de la etapa \| Clasificación de la etapa \| Clasificación de la etapa \| \| Ciclista \| Ciclista \| Equipo \| Tiempo \| \| \| ------------------------- \| ------------------------- \| ------------------------- \| ------------------------- \| ------------------------- \| \| 1.º \| Søren Kragh Andersen \| Team Sunweb \| 18 min 51 s \| \| \| 2.º \| Maximilian Schachmann \| Bora-Hansgrohe \| + 6 s \| \| \| 3.º \| Kasper Asgreen \| Deceuninck-Quick Step \| + 12 s \| \| \| 4.º \| Thomas de Gendt \| Lotto-Soudal \| + 13 s \| \| \| 5.º \| Pello Bilbao \| Bahrain McLaren \| + 15 s \| \| \| 6.º \| Victor Campenaerts \| NTT Pro Cycling \| + 17 s \| \| \| 7.º \| Michael Matthews \| Team Sunweb \| + 18 s \| \| \| 8.º \| Stefan Küng \| Groupama-FDJ \| + 26 s \| \| \| 9.º \| Tobias Ludvigsson \| Groupama-FDJ \| + 27 s \| \| \| 10.º \| Lawson Craddock \| EF Pro Cycling \| + 29 s \| \| |                       |                       |             |
| |                       |                       |             |
| Fuente: ProCyclingStats |                       |                       |             |
| Clasificación de la etapa |                       |                       |             |
| Ciclista | Ciclista              | Equipo                | Tiempo      |
| 1.º | Søren Kragh Andersen  | Team Sunweb           | 18 min 51 s |
| 2.º | Maximilian Schachmann | Bora-Hansgrohe        | + 6 s       |
| 3.º | Kasper Asgreen        | Deceuninck-Quick Step | + 12 s      |
| 4.º | Thomas de Gendt       | Lotto-Soudal          | + 13 s      |
| 5.º | Pello Bilbao          | Bahrain McLaren       | + 15 s      |
| 6.º | Victor Campenaerts    | NTT Pro Cycling       | + 17 s      |
| 7.º | Michael Matthews      | Team Sunweb           | + 18 s      |
| 8.º | Stefan Küng           | Groupama-FDJ          | + 26 s      |
| 9.º | Tobias Ludvigsson     | Groupama-FDJ          | + 27 s      |
| 10.º | Lawson Craddock       | EF Pro Cycling        | + 29 s      |

| \| Clasificación general \| Clasificación general \| Clasificación general \| Clasificación general \| Clasificación general \| \| Ciclista \| Ciclista \| Equipo \| Tiempo \| \| \| --------------------- \| --------------------- \| ---------------------- \| --------------------- \| --------------------- \| \| 1.º \| Maximilian Schachmann \| Bora-Hansgrohe \| 13 h 30 min 58 s \| \| \| 2.º \| Søren Kragh Andersen \| Team Sunweb \| + 58 s \| \| \| 3.º \| Felix Großschartner \| Bora-Hansgrohe \| + 1 min 01 s \| \| \| 4.º \| Nils Politt \| Israel Start-Up Nation \| + 1 min 05 s \| \| \| 5.º \| Sergio Higuita \| EF Pro Cycling \| + 1 min 06 s \| \| \| 6.º \| Dylan Teuns \| Bahrain McLaren \| + 1 min 10 s \| \| \| 7.º \| Tiesj Benoot \| Team Sunweb \| + 1 min 11 s \| \| \| 8.º \| Mads Würtz \| Israel Start-Up Nation \| + 1 min 11 s \| \| \| 9.º \| Giacomo Nizzolo \| NTT Pro Cycling \| + 1 min 15 s \| \| \| 10.º \| Michael Matthews \| Team Sunweb \| + 1 min 16 s \| \| |                       |                        |                  |
| |                       |                        |                  |
| Fuente: ProCyclingStats |                       |                        |                  |
| Clasificación general |                       |                        |                  |
| Ciclista | Ciclista              | Equipo                 | Tiempo           |
| 1.º | Maximilian Schachmann | Bora-Hansgrohe         | 13 h 30 min 58 s |
| 2.º | Søren Kragh Andersen  | Team Sunweb            | + 58 s           |
| 3.º | Felix Großschartner   | Bora-Hansgrohe         | + 1 min 01 s     |
| 4.º | Nils Politt           | Israel Start-Up Nation | + 1 min 05 s     |
| 5.º | Sergio Higuita        | EF Pro Cycling         | + 1 min 06 s     |
| 6.º | Dylan Teuns           | Bahrain McLaren        | + 1 min 10 s     |
| 7.º | Tiesj Benoot          | Team Sunweb            | + 1 min 11 s     |
| 8.º | Mads Würtz            | Israel Start-Up Nation | + 1 min 11 s     |
| 9.º | Giacomo Nizzolo       | NTT Pro Cycling        | + 1 min 15 s     |
| 10.º | Michael Matthews      | Team Sunweb            | + 1 min 16 s     |

### 5.ª etapa
| Gannat - La Côte-Saint-André | etapa llana | (227 km) |

| \| Clasificación de la etapa \| Clasificación de la etapa \| Clasificación de la etapa \| Clasificación de la etapa \| Clasificación de la etapa \| \| Ciclista \| Ciclista \| Equipo \| Tiempo \| \| \| ------------------------- \| ------------------------- \| -------------------------------- \| ------------------------- \| ------------------------- \| \| 1.º \| Niccolò Bonifazio \| Total Direct Énergie \| 5 h 18 min 02 s \| \| \| 2.º \| Iván García Cortina \| Bahrain McLaren \| + 0 s \| \| \| 3.º \| Peter Sagan \| Bora-Hansgrohe \| + 0 s \| \| \| 4.º \| Nacer Bouhanni \| Arkéa-Samsic \| + 0 s \| \| \| 5.º \| Hugo Hofstetter \| Israel Start-Up Nation \| + 0 s \| \| \| 6.º \| Andrea Pasqualon \| Circus-Wanty Gobert \| + 0 s \| \| \| 7.º \| John Degenkolb \| Lotto-Soudal \| + 0 s \| \| \| 8.º \| Elia Viviani \| Cofidis \| + 0 s \| \| \| 9.º \| Bryan Coquard \| B&B Hotels-Vital Concept p/b KTM \| + 0 s \| \| \| 10.º \| Marc Sarreau \| Groupama-FDJ \| + 0 s \| \| |                     |                                  |                 |
| |                     |                                  |                 |
| Fuente: ProCyclingStats |                     |                                  |                 |
| Clasificación de la etapa |                     |                                  |                 |
| Ciclista | Ciclista            | Equipo                           | Tiempo          |
| 1.º | Niccolò Bonifazio   | Total Direct Énergie             | 5 h 18 min 02 s |
| 2.º | Iván García Cortina | Bahrain McLaren                  | + 0 s           |
| 3.º | Peter Sagan         | Bora-Hansgrohe                   | + 0 s           |
| 4.º | Nacer Bouhanni      | Arkéa-Samsic                     | + 0 s           |
| 5.º | Hugo Hofstetter     | Israel Start-Up Nation           | + 0 s           |
| 6.º | Andrea Pasqualon    | Circus-Wanty Gobert              | + 0 s           |
| 7.º | John Degenkolb      | Lotto-Soudal                     | + 0 s           |
| 8.º | Elia Viviani        | Cofidis                          | + 0 s           |
| 9.º | Bryan Coquard       | B&B Hotels-Vital Concept p/b KTM | + 0 s           |
| 10.º | Marc Sarreau        | Groupama-FDJ                     | + 0 s           |

| \| Clasificación general \| Clasificación general \| Clasificación general \| Clasificación general \| Clasificación general \| \| Ciclista \| Ciclista \| Equipo \| Tiempo \| \| \| --------------------- \| --------------------- \| ---------------------- \| --------------------- \| --------------------- \| \| 1.º \| Maximilian Schachmann \| Bora-Hansgrohe \| 18 h 49 min 00 s \| \| \| 2.º \| Søren Kragh Andersen \| Team Sunweb \| + 58 s \| \| \| 3.º \| Felix Großschartner \| Bora-Hansgrohe \| + 1 min 01 s \| \| \| 4.º \| Nils Politt \| Israel Start-Up Nation \| + 1 min 05 s \| \| \| 5.º \| Sergio Higuita \| EF Pro Cycling \| + 1 min 06 s \| \| \| 6.º \| Dylan Teuns \| Bahrain McLaren \| + 1 min 09 s \| \| \| 7.º \| Tiesj Benoot \| Team Sunweb \| + 1 min 11 s \| \| \| 8.º \| Mads Würtz \| Israel Start-Up Nation \| + 1 min 11 s \| \| \| 9.º \| Giacomo Nizzolo \| NTT Pro Cycling \| + 1 min 15 s \| \| \| 10.º \| Michael Matthews \| Team Sunweb \| + 1 min 16 s \| \| |                       |                        |                  |
| |                       |                        |                  |
| Fuente: ProCyclingStats |                       |                        |                  |
| Clasificación general |                       |                        |                  |
| Ciclista | Ciclista              | Equipo                 | Tiempo           |
| 1.º | Maximilian Schachmann | Bora-Hansgrohe         | 18 h 49 min 00 s |
| 2.º | Søren Kragh Andersen  | Team Sunweb            | + 58 s           |
| 3.º | Felix Großschartner   | Bora-Hansgrohe         | + 1 min 01 s     |
| 4.º | Nils Politt           | Israel Start-Up Nation | + 1 min 05 s     |
| 5.º | Sergio Higuita        | EF Pro Cycling         | + 1 min 06 s     |
| 6.º | Dylan Teuns           | Bahrain McLaren        | + 1 min 09 s     |
| 7.º | Tiesj Benoot          | Team Sunweb            | + 1 min 11 s     |
| 8.º | Mads Würtz            | Israel Start-Up Nation | + 1 min 11 s     |
| 9.º | Giacomo Nizzolo       | NTT Pro Cycling        | + 1 min 15 s     |
| 10.º | Michael Matthews      | Team Sunweb            | + 1 min 16 s     |

### 6.ª etapa
| Sorgues - Apt | etapa de media montaña | (160,5 km) |

| \| Clasificación de la etapa \| Clasificación de la etapa \| Clasificación de la etapa \| Clasificación de la etapa \| Clasificación de la etapa \| \| Ciclista \| Ciclista \| Equipo \| Tiempo \| \| \| ------------------------- \| ------------------------- \| ------------------------- \| ------------------------- \| ------------------------- \| \| 1.º \| Tiesj Benoot \| Team Sunweb \| 3 h 57 min 02 s \| \| \| 2.º \| Michael Matthews \| Team Sunweb \| + 22 s \| \| \| 3.º \| Sergio Higuita \| EF Pro Cycling \| + 22 s \| \| \| 4.º \| Bob Jungels \| Deceuninck-Quick Step \| + 22 s \| \| \| 5.º \| Julian Alaphilippe \| Deceuninck-Quick Step \| + 22 s \| \| \| 6.º \| Vincenzo Nibali \| Trek-Segafredo \| + 22 s \| \| \| 7.º \| Thibaut Pinot \| Groupama-FDJ \| + 22 s \| \| \| 8.º \| Guillaume Martin \| Cofidis \| + 22 s \| \| \| 9.º \| Rudy Molard \| Groupama-FDJ \| + 22 s \| \| \| 10.º \| Nairo Quintana \| Arkéa-Samsic \| + 22 s \| \| |                    |                       |                 |
| |                    |                       |                 |
| Fuente: ProCyclingStats |                    |                       |                 |
| Clasificación de la etapa |                    |                       |                 |
| Ciclista | Ciclista           | Equipo                | Tiempo          |
| 1.º | Tiesj Benoot       | Team Sunweb           | 3 h 57 min 02 s |
| 2.º | Michael Matthews   | Team Sunweb           | + 22 s          |
| 3.º | Sergio Higuita     | EF Pro Cycling        | + 22 s          |
| 4.º | Bob Jungels        | Deceuninck-Quick Step | + 22 s          |
| 5.º | Julian Alaphilippe | Deceuninck-Quick Step | + 22 s          |
| 6.º | Vincenzo Nibali    | Trek-Segafredo        | + 22 s          |
| 7.º | Thibaut Pinot      | Groupama-FDJ          | + 22 s          |
| 8.º | Guillaume Martin   | Cofidis               | + 22 s          |
| 9.º | Rudy Molard        | Groupama-FDJ          | + 22 s          |
| 10.º | Nairo Quintana     | Arkéa-Samsic          | + 22 s          |

| \| Clasificación general \| Clasificación general \| Clasificación general \| Clasificación general \| Clasificación general \| \| Ciclista \| Ciclista \| Equipo \| Tiempo \| \| \| --------------------- \| --------------------- \| --------------------- \| --------------------- \| --------------------- \| \| 1.º \| Maximilian Schachmann \| Bora-Hansgrohe \| 22 h 46 min 24 s \| \| \| 2.º \| Tiesj Benoot \| Team Sunweb \| + 36 s \| \| \| 3.º \| Sergio Higuita \| EF Pro Cycling \| + 1 min 06 s \| \| \| 4.º \| Felix Großschartner \| Bora-Hansgrohe \| + 1 min 06 s \| \| \| 5.º \| Michael Matthews \| Team Sunweb \| + 1 min 10 s \| \| \| 6.º \| Vincenzo Nibali \| Trek-Segafredo \| + 1 min 18 s \| \| \| 7.º \| Rudy Molard \| Groupama-FDJ \| + 1 min 29 s \| \| \| 8.º \| Thibaut Pinot \| Groupama-FDJ \| + 1 min 30 s \| \| \| 9.º \| Tanel Kangert \| EF Pro Cycling \| + 1 min 52 s \| \| \| 10.º \| Julian Alaphilippe \| Deceuninck-Quick Step \| + 2 min 04 s \| \| |                       |                       |                  |
| |                       |                       |                  |
| Fuente: ProCyclingStats |                       |                       |                  |
| Clasificación general |                       |                       |                  |
| Ciclista | Ciclista              | Equipo                | Tiempo           |
| 1.º | Maximilian Schachmann | Bora-Hansgrohe        | 22 h 46 min 24 s |
| 2.º | Tiesj Benoot          | Team Sunweb           | + 36 s           |
| 3.º | Sergio Higuita        | EF Pro Cycling        | + 1 min 06 s     |
| 4.º | Felix Großschartner   | Bora-Hansgrohe        | + 1 min 06 s     |
| 5.º | Michael Matthews      | Team Sunweb           | + 1 min 10 s     |
| 6.º | Vincenzo Nibali       | Trek-Segafredo        | + 1 min 18 s     |
| 7.º | Rudy Molard           | Groupama-FDJ          | + 1 min 29 s     |
| 8.º | Thibaut Pinot         | Groupama-FDJ          | + 1 min 30 s     |
| 9.º | Tanel Kangert         | EF Pro Cycling        | + 1 min 52 s     |
| 10.º | Julian Alaphilippe    | Deceuninck-Quick Step | + 2 min 04 s     |

### 7.ª etapa
| Niza - Valdeblore | etapa de montaña | (166,5 km) |

| \| Clasificación de la etapa \| Clasificación de la etapa \| Clasificación de la etapa \| Clasificación de la etapa \| Clasificación de la etapa \| \| Ciclista \| Ciclista \| Equipo \| Tiempo \| \| \| ------------------------- \| ------------------------- \| ------------------------- \| ------------------------- \| ------------------------- \| \| 1.º \| Nairo Quintana \| Arkéa-Samsic \| 4 h 27 min 01 s \| \| \| 2.º \| Tiesj Benoot \| Team Sunweb \| + 46 s \| \| \| 3.º \| Thibaut Pinot \| Groupama-FDJ \| + 56 s \| \| \| 4.º \| Sergio Higuita \| EF Pro Cycling \| + 56 s \| \| \| 5.º \| Vincenzo Nibali \| Trek-Segafredo \| + 56 s \| \| \| 6.º \| Maximilian Schachmann \| Bora-Hansgrohe \| + 58 s \| \| \| 7.º \| Guillaume Martin \| Cofidis \| + 1 min 19 s \| \| \| 8.º \| Tanel Kangert \| EF Pro Cycling \| + 1 min 22 s \| \| \| 9.º \| Romain Bardet \| AG2R La Mondiale \| + 1 min 32 s \| \| \| 10.º \| Rudy Molard \| Groupama-FDJ \| + 1 min 32 s \| \| |                       |                  |                 |
| |                       |                  |                 |
| Fuente: ProCyclingStats |                       |                  |                 |
| Clasificación de la etapa |                       |                  |                 |
| Ciclista | Ciclista              | Equipo           | Tiempo          |
| 1.º | Nairo Quintana        | Arkéa-Samsic     | 4 h 27 min 01 s |
| 2.º | Tiesj Benoot          | Team Sunweb      | + 46 s          |
| 3.º | Thibaut Pinot         | Groupama-FDJ     | + 56 s          |
| 4.º | Sergio Higuita        | EF Pro Cycling   | + 56 s          |
| 5.º | Vincenzo Nibali       | Trek-Segafredo   | + 56 s          |
| 6.º | Maximilian Schachmann | Bora-Hansgrohe   | + 58 s          |
| 7.º | Guillaume Martin      | Cofidis          | + 1 min 19 s    |
| 8.º | Tanel Kangert         | EF Pro Cycling   | + 1 min 22 s    |
| 9.º | Romain Bardet         | AG2R La Mondiale | + 1 min 32 s    |
| 10.º | Rudy Molard           | Groupama-FDJ     | + 1 min 32 s    |

## Clasificaciones finales
- Las clasificaciones finalizaron de la siguiente forma:[6]

### Clasificación general
| \| Clasificación general \| Clasificación general \| Clasificación general \| Clasificación general \| Clasificación general \| \| Ciclista \| Ciclista \| Equipo \| Tiempo \| \| \| --------------------- \| --------------------- \| --------------------- \| --------------------- \| --------------------- \| \| 1.º \| Maximilian Schachmann \| Bora-Hansgrohe \| 27 h 14 min 23 s \| \| \| 2.º \| Tiesj Benoot \| Team Sunweb \| + 18 s \| \| \| 3.º \| Sergio Higuita \| EF Pro Cycling \| + 59 s \| \| \| 4.º \| Vincenzo Nibali \| Trek-Segafredo \| + 1 min 16 s \| \| \| 5.º \| Thibaut Pinot \| Groupama-FDJ \| + 1 min 24 s \| \| \| 6.º \| Nairo Quintana \| Arkéa-Samsic \| + 1 min 30 s \| \| \| 7.º \| Rudy Molard \| Groupama-FDJ \| + 2 min 03 s \| \| \| 8.º \| Tanel Kangert \| EF Pro Cycling \| + 2 min 16 s \| \| \| 9.º \| Felix Großschartner \| Bora-Hansgrohe \| + 3 min 39 s \| \| \| 10.º \| Søren Kragh Andersen \| Team Sunweb \| + 4 min 36 s \| \| |                       |                |                  |
| |                       |                |                  |
| Fuente: ProCyclingStats |                       |                |                  |
| Clasificación general |                       |                |                  |
| Ciclista | Ciclista              | Equipo         | Tiempo           |
| 1.º | Maximilian Schachmann | Bora-Hansgrohe | 27 h 14 min 23 s |
| 2.º | Tiesj Benoot          | Team Sunweb    | + 18 s           |
| 3.º | Sergio Higuita        | EF Pro Cycling | + 59 s           |
| 4.º | Vincenzo Nibali       | Trek-Segafredo | + 1 min 16 s     |
| 5.º | Thibaut Pinot         | Groupama-FDJ   | + 1 min 24 s     |
| 6.º | Nairo Quintana        | Arkéa-Samsic   | + 1 min 30 s     |
| 7.º | Rudy Molard           | Groupama-FDJ   | + 2 min 03 s     |
| 8.º | Tanel Kangert         | EF Pro Cycling | + 2 min 16 s     |
| 9.º | Felix Großschartner   | Bora-Hansgrohe | + 3 min 39 s     |
| 10.º | Søren Kragh Andersen  | Team Sunweb    | + 4 min 36 s     |

### Clasificación de la montaña
| Clasificación de la montaña | Clasificación de la montaña | Clasificación de la montaña | Clasificación de la montaña | Clasificación de la montaña |
| Ciclista                    | Ciclista                    | Equipo                      | Puntos                      |                             |
| --------------------------- | --------------------------- | --------------------------- | --------------------------- | --------------------------- |
| 1.º                         | Nicolas Edet                | Cofidis                     | 53 pts                      |                             |
| 2.º                         | Tiesj Benoot                | Team Sunweb                 | 19 pts                      |                             |
| 3.º                         | Thomas de Gendt             | Lotto-Soudal                | 18 pts                      |                             |
| 4.º                         | Julian Alaphilippe          | Deceuninck-Quick Step       | 16 pts                      |                             |
| 5.º                         | Anthony Perez               | Cofidis                     | 15 pts                      |                             |
| 6.º                         | Nairo Quintana              | Arkéa-Samsic                | 10 pts                      |                             |
| 7.º                         | Søren Kragh Andersen        | Team Sunweb                 | 8 pts                       |                             |
| 8.º                         | José Manuel Díaz Gallego    | Nippo-Delko One Provence    | 7 pts                       |                             |
| 9.º                         | Vincenzo Nibali             | Trek-Segafredo              | 6 pts                       |                             |
| 10.º                        | Thibaut Pinot               | Groupama-FDJ                | 6 pts                       |                             |

### Clasificación de los puntos
| Clasificación por puntos | Clasificación por puntos | Clasificación por puntos | Clasificación por puntos | Clasificación por puntos |
| Ciclista                 | Ciclista                 | Equipo                   | Puntos                   |                          |
| ------------------------ | ------------------------ | ------------------------ | ------------------------ | ------------------------ |
| 1.º                      | Tiesj Benoot             | Team Sunweb              | 43 pts                   |                          |
| 2.º                      | Maximilian Schachmann    | Bora-Hansgrohe           | 38 pts                   |                          |
| 3.º                      | Sergio Higuita           | EF Pro Cycling           | 28 pts                   |                          |
| 4.º                      | Julian Alaphilippe       | Deceuninck-Quick Step    | 22 pts                   |                          |
| 5.º                      | Nairo Quintana           | Arkéa-Samsic             | 16 pts                   |                          |
| 6.º                      | Michael Matthews         | Team Sunweb              | 16 pts                   |                          |
| 7.º                      | Søren Kragh Andersen     | Team Sunweb              | 15 pts                   |                          |
| 8.º                      | Vincenzo Nibali          | Trek-Segafredo           | 15 pts                   |                          |
| 9.º                      | Andrea Pasqualon         | Circus-Wanty Gobert      | 14 pts                   |                          |
| 10.º                     | Thibaut Pinot            | Groupama-FDJ             | 13 pts                   |                          |

### Clasificación de los jóvenes
| Clasificación del mejor joven | Clasificación del mejor joven | Clasificación del mejor joven    | Clasificación del mejor joven | Clasificación del mejor joven |
| Ciclista                      | Ciclista                      | Equipo                           | Tiempo                        |                               |
| ----------------------------- | ----------------------------- | -------------------------------- | ----------------------------- | ----------------------------- |
| 1.º                           | Sergio Higuita                | EF Pro Cycling                   | 27 h 15 min 22 s              |                               |
| 2.º                           | Aurélien Paret-Peintre        | AG2R La Mondiale                 | + 15 min 28 s                 |                               |
| 3.º                           | Kasper Asgreen                | Deceuninck-Quick Step            | + 25 min 57 s                 |                               |
| 4.º                           | Cees Bol                      | Team Sunweb                      | + 31 min 02 s                 |                               |
| 5.º                           | Connor Swift                  | Arkéa-Samsic                     | + 38 min 48 s                 |                               |
| 6.º                           | José Manuel Díaz Gallego      | Nippo-Delko One Provence         | + 39 min 14 s                 |                               |
| 7.º                           | Chris Hamilton                | Team Sunweb                      | + 43 min 02 s                 |                               |
| 8.º                           | Piet Allegaert                | Cofidis                          | + 50 min 56 s                 |                               |
| 9.º                           | Cyril Barthe                  | B&B Hotels-Vital Concept p/b KTM | + 54 min 24 s                 |                               |

### Clasificación por equipos
| Clasificación por equipos | Clasificación por equipos | Clasificación por equipos | Clasificación por equipos |
| Equipo                    | Equipo                    | Tiempo                    |                           |
| ------------------------- | ------------------------- | ------------------------- | ------------------------- |
| 1.º                       | Team Sunweb               | 81 h 52 min 39 s          |                           |
| 2.º                       | Groupama-FDJ              | + 3 min 25 s              |                           |
| 3.º                       | Trek-Segafredo            | + 9 min 19 s              |                           |
| 4.º                       | Lotto Soudal              | + 15 min 31 s             |                           |
| 5.º                       | EF Pro Cycling            | + 19 min 17 s             |                           |
| 6.º                       | Deceuninck-Quick Step     | + 21 min 06 s             |                           |
| 7.º                       | Bora-Hansgrohe            | + 24 min 38 s             |                           |
| 8.º                       | Circus-Wanty Gobert       | + 30 min 51 s             |                           |
| 9.º                       | AG2R La Mondiale          | + 33 min 41 s             |                           |
| 10.º                      | Arkéa-Samsic              | + 43 min 03 s             |                           |

## Evolución de las clasificaciones
| Etapa                   | Vencedor                | Clasificación general | Clasificación de la montaña | Clasificación de los puntos | Clasificación de los jóvenes | Clasificación por equipos |
| ----------------------- | ----------------------- | --------------------- | --------------------------- | --------------------------- | ---------------------------- | ------------------------- |
| 1.ª                     | Maximilian Schachmann   | Maximilian Schachmann | Jonathan Hivert             | Maximilian Schachmann       | Cees Bol                     | Sunweb                    |
| 2.ª                     | Giacomo Nizzolo         | Maximilian Schachmann | Jonathan Hivert             | Maximilian Schachmann       | Sergio Higuita               | Israel Start-Up Nation    |
| 3.ª                     | Iván García Cortina     | Maximilian Schachmann | Jonathan Hivert             | Giacomo Nizzolo             | Sergio Higuita               | Israel Start-Up Nation    |
| 4.ª                     | Søren Kragh Andersen    | Maximilian Schachmann | Jonathan Hivert             | Maximilian Schachmann       | Sergio Higuita               | Bora-Hansgrohe            |
| 5.ª                     | Niccolò Bonifazio       | Maximilian Schachmann | Jonathan Hivert             | Maximilian Schachmann       | Sergio Higuita               | Bora-Hansgrohe            |
| 6.ª                     | Tiesj Benoot            | Maximilian Schachmann | Nicolas Edet                | Maximilian Schachmann       | Sergio Higuita               | Sunweb                    |
| 7.ª                     | Nairo Quintana          | Maximilian Schachmann | Nicolas Edet                | Tiesj Benoot                | Sergio Higuita               | Sunweb                    |
| 8.ª                     | Etapa cancelada         | Etapa cancelada       | Etapa cancelada             | Etapa cancelada             | Etapa cancelada              | Etapa cancelada           |
| Clasificaciones finales | Clasificaciones finales | Maximilian Schachmann | Nicolas Edet                | Tiesj Benoot                | Sergio Higuita               | Sunweb                    |

## Ciclistas participantes y posiciones finales
Convenciones:
- AB-N: Abandono en la etapa "N"
- FLT-N: Retiro por llegada fuera del límite de tiempo en la etapa "N"
- NTS-N: No tomó la salida para la etapa "N"
- DES-N: Descalificado o expulsado en la etapa "N"

## UCI World Ranking
La París-Niza otorgó puntos para el UCI World Ranking para corredores de los equipos en las categorías UCI WorldTeam, UCI ProTeam y Continental. Las siguientes tablas son el baremo de puntuación y los 10 corredores que obtuvieron más puntos:
| Posición              | 1.º | 2.º | 3.º | 4.º | 5.º | 6.º | 7.º | 8.º | 9.º | 10.º | 11.º | 12.º | 13.º | 14.º | 15.º | 16.º-20.º | 21.º-30.º | 31.º-50.º | 51.º-55.º | 56.º-60.º |
| Clasificación general | 500 | 400 | 325 | 275 | 225 | 175 | 150 | 125 | 100 | 85   | 70   | 60   | 50   | 40   | 35   | 30        | 20        | 10        | 5         | 3         |
| Por etapa             | 60  | 25  | 10  |     |     |     |     |     |     |      |      |      |      |      |      |           |           |           |           |           |
| Líder                 | 10  |     |     |     |     |     |     |     |     |      |      |      |      |      |      |           |           |           |           |           |

| Clasificación |                       |                |         |       |       |       |
| Ciclista      | Ciclista              | Equipo         | General | Etapa | Líder | Total |
| ------------- | --------------------- | -------------- | ------- | ----- | ----- | ----- |
| 1.º           | Maximilian Schachmann | Bora-Hansgrohe | 500     | 85    | 60    | 645   |
| 2.º           | Tiesj Benoot          | Sunweb         | 400     | 95    | -     | 495   |
| 3.º           | Sergio Higuita        | EF             | 325     | 10    | -     | 335   |
| 4.º           | Vincenzo Nibali       | Trek-Segafredo | 275     | -     | -     | 275   |
| 5.º           | Thibaut Pinot         | Groupama-FDJ   | 225     | 10    | -     | 235   |
| 6.º           | Nairo Quintana        | Arkéa Samsic   | 175     | 60    | -     | 235   |
| 7.º           | Rudy Molard           | Groupama-FDJ   | 150     | -     | -     | 150   |
| 8.º           | Søren Kragh Andersen  | Sunweb         | 85      | 60    | -     | 145   |
| 9.º           | Tanel Kangert         | EF             | 125     | -     | -     | 125   |
| 10.º          | Felix Großschartner   | Bora-Hansgrohe | 100     | -     | -     | 100   |